# Gang Green
Gang Green é uma banda de hardcore punk estadunidense formada em Braintree, Massachusetts em 1981.  É considerada um dos maiores expoentes da cena hardcore de Boston.

## Discografia

### Álbuns de estúdio
- 1986 - Another Wasted Night - Taang!
- 1987 - You Got It - RoadRunner
- 1989 - Older...(Budweiser) - Roadrunner
- 1990 - Can't Live Without It - Roadrunner
- 1997 - Another Case of Brewtality - Taang!

### EP
- 1983 - Sold Out - Taang!
- 1985 - Alcohol - Taang!
- 1985 - Skate to Hell - Taang!
- 1986 - Drunk and Disorderly - Taang!
- 1986 - Drunk and Disorderly, Boston MA - Deluxe
- 1987 - P.M.R.C. Sucks - Taang!
- 1988 - I81B4U - Roadracer
- 1998 - Back & Gacked - Taang!

### Ao vivo
- 1990 - Can't LIVE Without It - Roadrunner Records

### Compilações
- 1991 - King of Bands - Roadrunner
- 1997 - Preschool - Taang
- 2003 - You Got It/Older...(Budweiser) - Roadrunner
- 2006 - The Taang Years - Golf